# Stanisław Barańczak

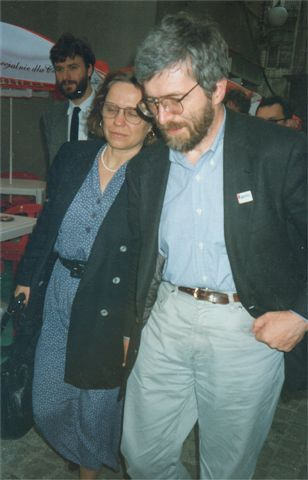
Stanisław Barańczak mit Ehefrau Anna (1995)

Stanisław Barańczak (* 13. November 1946 in Posen; † 26. Dezember 2014 in Newton) war ein polnischer Dichter, Übersetzer aus dem Englischen und Russischen sowie Literaturwissenschaftler. Er schrieb auch unter Pseudonymen wie Barbara Stawiczak, Feliks Trzymałko & Szczęsny Dzierżankiewicz, Hieronim Bryłka, J. H., Jan Hammel, Paweł Ustrzykowski, S. B., Sabina Trwałczańska und Tomasz Niewierny. Stanisław Barańczak gilt neben Ryszard Krynicki als einer der bedeutendsten Dichter der Nowa Fala (Neue Welle).

## Leben
Barańczak besuchte das Gymnasium in Posen und wurde 1962 auf dem Jugendliteraturwettbewerb Mój bohater literacki ausgezeichnet, den die Zeitschrift Życie Literackie organisierte. Nach dem Abitur 1964 nahm er ein Studium der Polonistik an der Adam-Mickiewicz-Universität in seiner Heimatstadt Posen auf. Während seines Studiums war er von 1964 bis 1968 Mitglied der Posener Dichtergruppe Próby und debütierte 1965 als Lyriker mit dem Gedicht Przyczyny zgonu, das in der ersten Ausgabe der Zeitschrift Odra veröffentlicht wurde. Mit der Rezension des Gedichtbandes Wstęp do święta von Maciej Zenon Bordowicz debütierte er als Literaturkritiker in der Zeitschrift Nurt, mit der er bis 1975 zusammenarbeitete. Daneben war er von 1964 bis 1969 literarischer Leiter des studentischen Theaters Teatr Ósmego Dnia. Der PZPR trat er 1967 bei und blieb bis 1975 offizielles Mitglied. Nach dem Erwerb des Magisters 1969 arbeitete er als Wissenschaftlicher Assistent im Fachbereich für Literaturtheorie am Institut für Polnische Philologie an der Adam-Mickiewicz-Universität, wo er 1973 mit der Arbeit Język poetycki Mirona Białoszewskiego (Doktorvater: Jerzy Ziomek) promovierte und anschließend als Adjunkt angestellt wurde. In den Verband der Polnischen Literaten wurde er 1971 aufgenommen und gehörte in den folgenden Jahren der Dichter- und Kritikergruppe der Krakauer Zeitschrift Student an, in der er von 1972 bis 1976 Gedichte, Artikel und Übersetzungen publizierte.
Als Protest gegen die geplante Verfassungsänderung unterzeichnete er im Dezember 1975 den Memoriał 59. Als Mitgründer des Komitees zur Verteidigung der Arbeiter 1976 wurde er zu einer Bewährungsstrafe verurteilt und 1977 ein Publikationsverbot über ihn verhängt. Zudem wurde er 1977 in einem Disziplinarverfahren von seiner Anstellung an der Adam-Mickiewicz-Universität entlassen. Anschließend arbeitete er in den Redaktionen der im Untergrund erschienenen Zeitschriften Zapis und Krytyka sowie der in London erscheinenden polnischen Exilzeitschrift Puls. In der offiziellen Presse publizierte er von 1978 bis 1980 unter wechselnden Pseudonymen. Im September 1980 konnte er seine Arbeit an der Adam-Mickiewicz-Universität wieder aufnehmen.
Im März 1981 emigrierte er in die USA und wurde im selben Jahr zum Professor für slawische Literaturen an der Harvard University als Nachfolger von Wiktor Weintraub berufen. Am Curry College in Milton wurde ihm 1982 der Ehrendoktor verliehen, 1995 folgte der Ehrendoktor an der Schlesischen Universität in Katowice und 2006 an der Jagiellonen-Universität in Krakau. Infolge einer Parkinson-Erkrankung musste er seinen Lehrstuhl 1997 aufgeben. 1983 war er Mitbegründer der in Paris erscheinenden Zeszyty Literackie (Literarische Hefte) und von 1986 bis 1990 Chefredakteur von The Polish Review (Polnische Rückschau). Bis zuletzt war er Mitarbeiter der Zweimonatszeitschrift Teksty Drugie (Die anderen Texte).
Barańczak übersetzte Werke von Ossip Mandelstam, Joseph Brodski, John Donne, William Shakespeare, Emily Dickinson, Andrew Marvell, Philip Larkin, James Merrill, Robert Frost, Charles Simic und anderen Dichtern ins Polnische. Des Weiteren stammt eine Übersetzung des vielfach ausgezeichneten Fantasy-Romans A Wizard of Earthsea von Ursula K. Le Guin von ihm. 1972 wurde er mit dem Kościelski-Preis ausgezeichnet, 1999 erhielt er für den Gedichtband Chirurgiczna precyzja (Chirurgische Präzision) den Nike-Literaturpreis, die bedeutendste literarische Auszeichnung in Polen.
Die Kinderbuchautorin Małgorzata Musierowicz ist eine Schwester von Stanisław Barańczak. Er starb im Alter von nur 69 Jahren in seinem Haus in Newtonville, einem Stadtteil des Bostoner Vorortes Newton.

## Werke

### Essays und Gedichte in deutscher Übersetzung
- Stanisław Barańczaks: Ethik und Poetik. Skizzen 1970–1978, aus dem Polnischen von Mateusz Gawlik und Jakub Gawlik, hrsg. von Alexandru Bulucz, Ewa Czerwiakowski und Michael Krüger, Edition Faust, Frankfurt am Main 2023.
- Karl Dedecius (Hrsg.) Ein Jahrhundert geht zu Ende: polnische Gedichte der letzten Jahre. Suhrkamp, Frankfurt am Main 1984, ISBN 3-518-11216-3.
- Karl Dedecius (Hrsg.) Panorama der polnischen Literatur des 20. Jahrhunderts. Band I.2. Ammann, Zürich 1996, ISBN 3-250-50001-1.
- Sergiusz Sterna-Wachowiak (Hrsg.) Polnische Lyrik aus 100 Jahren. Ins Deutsche übertragen von Joseph Retz. Merlin-Verlag Meyer, Gifkendorf 1997, ISBN 3-926112-63-8.

### Gedichtbände in polnischer Sprache
- Korekta twarzy (1968)
- Jednym tchem (1970)
- Dziennik poranny (1972)
- Ja wiem, że to niesłuszne (1977)
- Sztuczne oddychanie (1978)
- Tryptyk z betonu, zmęczenia i śniegu (1980)
- Wiersze prawie zebrane (1981)
- Przywracanie porządku (1983)
- Atlantyda i inne wiersze z lat 1981–1985 (1986)
- Widokówka z tego świata i inne rymy z lat 1986–1988 (1988)
- Poezje wybrane (1990)
- 159 wierszy. 1968–1988 (1990)
- Zwierzęca zajadłość. Z zapisków zniechęconego zoologa (1991)
- Biografioły. Poczet 56 jednostek sławnych, sławetnych i osławionych oraz Appendix umożliwiający człowiekowi kulturalnemu zrozumienie i zapamiętanie o co chodzi w 7 podstawowych utworach W. Szekspira (1991)
- Zupełne zezwierzęcenie. Zeszyt znacznie zgryźliwszych, zakasujących złośliwościach znany zbiorek „Zwierzęca zajadłość“, zapisków zniechęconego zoologa (1993)
- Podróż zimowa. Wiersze do muzyki Franza Schuberta (1994)
- Żegnam cię, nosorożcze: kompletne bestiarium zniechęconego zoologa od ameby do źrebięcia; z uwzględnieniem zwierząt rzadko spotykanych, a nawet w ogóle nie spotkanych (1995)
- Wybór wierszy i przekładów (1997)
- Chirurgiczna precyzja. Elegie i piosenki z lat 1995–1997 (1998)
- Geografioły. Z notatek globtrottera-domatora (1998)
- Wiersze zebrane (2006)

### Essays
- Nieufni i zadufni. Romantyzm i klasycyzm w młodej poezji lat sześćdziesiątych, 1971
- Ironia i harmonia. Szkice o najnowszej literaturze polskiej, 1973
- Język poetycki Mirona Białoszewskiego, 1974
- Etyka i poetyka. Szkice 1970–1978, 1979
- Knebel i słowo. (O literaturze krajowej w latach siedemdziesiątych), 1980
- Nie podlegać nicości i inne szkice, 1980
- Książki najgorsze (1975–1980), 1981
- Samobójstwo sandaueryzmu, In: Kultura 1982; Einzelveröffentlichung 1984
- Czytelnik ubezwłasnowolniowy. Perswazja w masowej kulturze literackiej, 1983
- Uciekinier z Utopii. O poezji Zbigniewa Herberta, 1984
- Przed i po. Szkice o poezji krajowej lat siedemdziesiątych i osiemdziesiątych, 1988
- Breathing under water and other East European essays, 1990
- Tablica z Macondo. Osiemnaście prób wytłumaczenia, po co i dlaczego się pisze, 1990
- Ocalone w tłumaczeniu. Szkice o warsztacie tłumacza poezji z dołączeniem małej antologii przekładów, 1992
- Zaufać nieufności. Osiem rozmów o sensie poezji 1990–1992, 1993
- Bóg, Trąba i Ojczyzna. Słoń a sprawa Polska oczami poetów od Reja do Rymkiewicza, 1995
- Pegaz zdębiał. Poezja nonsensu a życie codzienne, wprowadzenie w prywatną teorię gatunku, 1995
- Pomyślane przepaście. Osiem interpretacji, 1995
- Poezja i duch Uogólnienia. Wybór esejów 1970–1995, 1996

## Auszeichnungen
- 1972 Kościelski-Preis
- 1980 Aleksander-Jurzykowski-Preis
- 1997 Jan-Parandowski-Preis des polnischen P.E.N.-Clubs
- 2006: Komturorden Polonia Restituta
- 2009: Breslauer Lyrikpreis Silesius für sein Gesamtwerk